# Insentiraja subtilispinosa
Insentiraja subtilispinosa — вид хрящевых рыб рода Insentiraja семейства Arhynchobatidae отряда скатообразных. Обитают в тропических водах восточной части Индийского и в западной части Тихого океана Австралии. Встречаются на глубине до 1460 м. Их крупные, уплощённые грудные плавники образуют округлый диск со треугольным рылом. Спинные плавники отсутствуют. Максимальная зарегистрированная длина 55,2 см. Откладывают яйца. Не являются объектом целевого промысла.

## Таксономия
Впервые вид был научно описан в 1989 году как Notoraja subtilispinosa. Видовой эпитет происходит от слов лат. subtilis — «очень слабый» и лат. spinosus — «колючий». Голотип представляет собой неполовозрелого самца длиной 41,5 см, пойманного в Южно-Китайском море (13°54′ с. ш. 119°55′ в. д.) на глубине 970 м.

## Ареал
Эти скаты обитают в западной части Индийского и восточной части Тихого океана у берегов Западной Австралии, Индонезии и Филиппин. Встречаются на материковом склона на глубине 320—1460 м. Наибольшая концентрация наблюдается в диапазоне 900—1100 м.

## Описание
Широкие и плоские грудные плавники этих скатов образуют округлый диск с широким треугольным рылом.  На вентральной стороне диска расположены 5 жаберных щелей, ноздри и рот. На тонком хвосте имеются латеральные складки. Хвостовой плавник редуцирован. Максимальная зарегистрированная длина 57 см.

## Биология
Эти скаты откладывают яйца, заключённые в четырёхконечную роговую капсулу.

## Взаимодействие с человеком
Эти скаты не являются объектом целевого лова. Могут попадаться в качестве прилова. В ареале ведётся незначительный глубоководный промысел. Международный союз охраны природы оценил охранный статус вида как «Вызывающий наименьшие опасения».